# Ngôn ngữ ký hiệu người Mỹ gốc Phi
Ngôn ngữ ký hiệu người Mỹ da đen (viết tắt trong tiếng Anh BASL) hoặc Biến thể ngôn ngữ ký hiệu người da đen (viết tắt trong tiếng Anh BSV) là một phương ngữ của Ngôn ngữ ký hiệu Mỹ (ASL) được sử dụng phổ biến nhất của người Mỹ gốc Phi bị khiếm thính tại Hoa Kỳ. Việc ngôn ngữ này phát triển tách rời khỏi ASL đã chịu ảnh hưởng nhiều bởi sự cô lập của các trường ở miền Nam nước Mỹ. Giống như các trường học khác vào thời điểm đó, các trường học dành cho người khiếm thính bị tách biệt dựa trên chủng tộc, tạo ra hai cộng đồng ngôn ngữ trong số những người sử dụng ngôn ngữ ký hiệu: người sử dụng ngôn ngữ ký hiệu da trắng tại các trường học của người da trắng và người sử dụng ngôn ngữ ký hiệu da đen tại các trường dành cho người da đen. Ngày nay, BASL vẫn được sử dụng bởi những người ký tên trong Nam mặc dù trường học bị xóa bỏ phân biệt chủng tộc một cách hợp pháp từ năm 1954.
Về mặt ngôn ngữ, BASL khác với các biến thể khác của ASL về âm vị học, cú pháp và từ vựng. BASL có xu hướng có một nghĩa không gian ký hiệu lớn hơn có nghĩa là một số ký hiệu được tạo ra cách xa cơ thể hơn trong các phương ngữ khác. Người sử dụng ngôn ngữ ký hiệu BASL cũng có xu hướng sử dụng các biến thể bằng cả hai tay còn những người sử dụng ngôn ngữ ký hiệu ASL có xu hướng thích các biến thể chỉ sử dụng một tay. Một số ký hiệu cũng khác biệt trong BASL, với một số từ vay mượn từ tiếng Anh người Mỹ gốc Phi.